# Protokół meczu FIBA
Ten artykuł opisuje zagadnienie koszykarskie zgodne z normami FIBA.
Zasady w ligach NBA, NCAA lub innych mogą różnić się od tutaj przedstawionych.

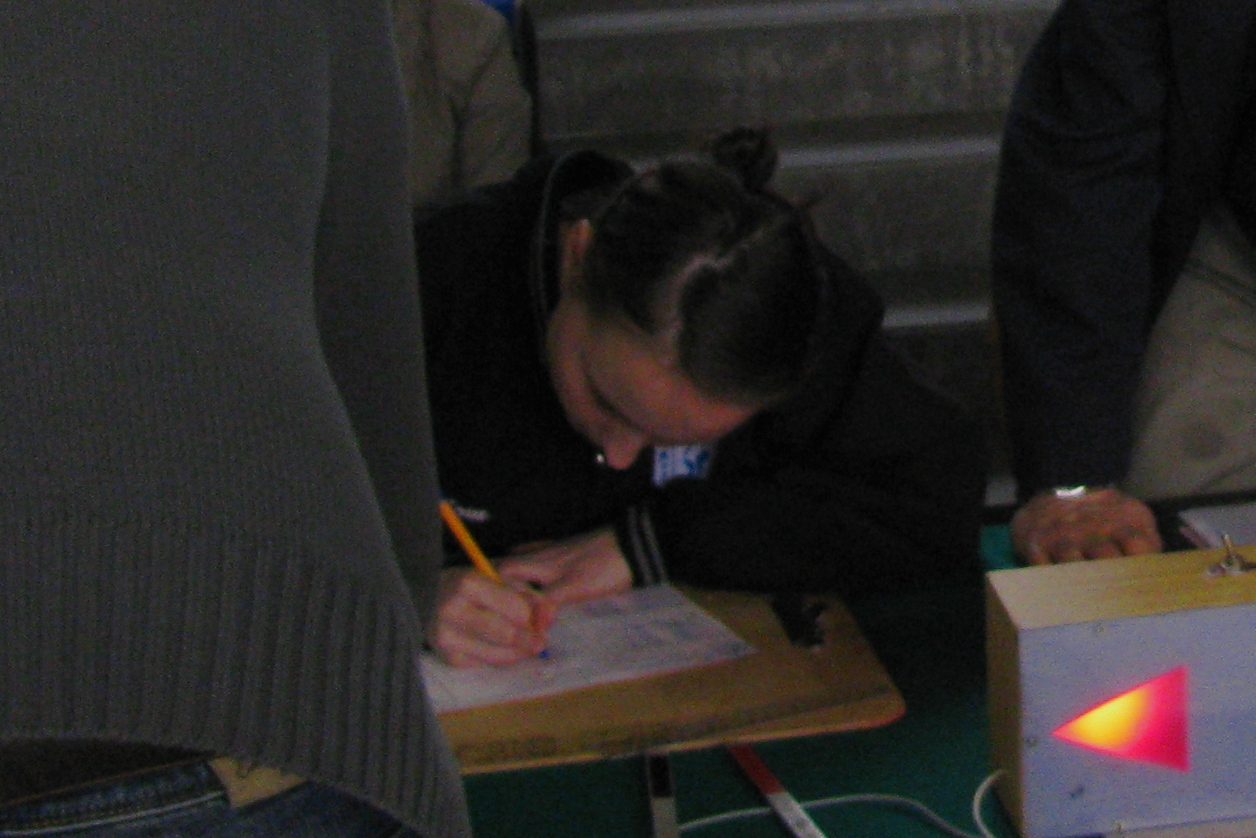
Sekretarz uzupełnia protokół meczu

Protokół meczu FIBA – protokół używany na wszystkich meczach, zawodach i turniejach koszykarskich odbywających się na zasadach koszykarskiej federacji FIBA, zatwierdzony przez Komisję Techniczną FIBA. Obecnie istnieje tylko jedna zatwierdzona wersja protokołu, określona w przepisach FIBA z kwietnia 2010.

## Zawarte informacje
Protokół meczu zawiera następujące informacje:
- nazwy drużyn
- nazwiska zawodników
- numer meczu
- datę meczu
- miejsce rozegrania meczu
- nazwiska sędziów
- nazwa zawodów
- kapitan drużyny
- pierwsza piątka zawodników
- zawodnicy biorący udział w meczu
- popełniane faule
- przerwy na żądanie
- przebieg gry
- wynik meczu.

## Kopie protokołu
Każdy protokół składa się z jednego oryginału i 3 kopii stworzonych na zasadzie kalki kopiującej – każda w innych kolorach. Kolor papieru, na którym utworzony jest protokół, świadczy o jego przeznaczeniu:
- biały (oryginał) – dla FIBA
- niebieski – dla organizatora
- różowy – dla drużyny zwycięskiej
- żółty – dla drużyny przegranej[2].

## Kolejność i sposób wypełniania protokołu
1. Co najmniej 20 minut przed wyznaczoną godziną rozpoczęcia meczu sekretarz powinien uzupełnić protokół o: numer meczu, nazwy drużyn biorących w nim udział, datę i miejsce rozegrania meczu, nazwiska sędziów, nazwiska zawodników i ich numery (listę wcześniej powinien dostarczyć sekretarzowi trener drużyny), numery licencji zawodników, nazwiska trenerów i asystentów[3].
2. Co najmniej 10 minut przed wyznaczoną godziną rozpoczęcia meczu trenerzy powinni: potwierdzić nazwiska trenerów, nazwiska i numery zawodników, a także wyznaczyć pierwszych pięciu zawodników, którzy zagrają w pierwszej kwarcie meczu, poprzez postawienie znaku „x” w rubryce po prawej stronie od numeru danego zawodnika. Na końcu trenerzy podpisują protokół[4].
3. Na samym początku meczu sekretarz otacza kółkiem znaki „x” dla pierwszych 5 graczy danej drużyny rozpoczynających kwartę[5].
4. Podczas meczu wejście zawodnika na boisko zaznaczane jest znakiem „x” w tej samej kolumnie, lecz nie jest otoczone kółkiem[6].
5. Podczas meczu zapisywany jest cały przebieg gry[7].
6. Po meczu oddzielane i przekreślane zostają niewykorzystane pola. Sekretarz zapisuje wynik końcowy i nazwę zwycięskiej drużyny[8].
7. Protokół podpisują: asystent sekretarza, mierzący czas gry, mierzący czas 24 sekund, a na końcu sekretarz[9].
8. Następnie protokół podpisują sędziowie pomocniczy, a na samym końcu ostatecznie poprzez podpis zatwierdza go sędzia główny. Oficjalnie zakończony zostaje związek sędziów z meczem[10].

Uwaga: tuż po zakończeniu meczu kapitan drużyny może złożyć protest.

### Przebieg meczu
Przebieg meczu w odpowiedniej rubryce (przeznaczone do tego są 4 kolumny po 4 rubryki, uzupełniane chronologicznie) zapisuje sekretarz.
- Rubryka pierwsza kolumny służy do wpisania numeru zawodnika „drużyny A”, który wykonał celny rzut.
- Rubryka druga kolumny służy do określenia łącznej liczby punktów, które posiada w danej chwili „drużyna A” (maksymalnie 160).
- Rubryka trzecia kolumny służy do określenia łącznej liczby punktów, które posiada w danej chwili „drużyna B” (maksymalnie 160).
- Rubryka czwarta kolumny służy do wpisania numeru zawodnika „drużyny B”, który wykonał celny rzut.

Rubryka II i III są już uzupełnione numerami kolejno od 1 do 160. Podliczanie sumarycznej liczby punktów po każdym zdobytym koszu odbywa się poprzez zakreślenie w odpowiedni sposób danego numeru:
- gdy jest to rzut z gry, numer przekreślany jest linią skośną[13]
- gdy jest to rzut wolny, numer zaznaczany jest grubą kropką[13].

Numer zawodnika, który zdobył kosz, zapisywany jest w rubryce obok (dla drużyny A jest to rubryka 1, a dla drużyny B – 4). Jeśli rzut był za 3 punkty, dodatkowo numer zawodnika zaznaczany jest kółkiem wokół niego.
Po zakończeniu każdej kwarty lub dogrywki, w kółko zaznaczana jest sumaryczna liczba punktów na koniec części meczów dla każdej z drużyn, oraz podkreślane są grubą linią wynik i numer zawodnika, który zdobył ostatnie punkty. W odpowiednią rubrykę wpisuje również wynik meczu tylko z danego okresu gry (danej kwarty).

### Faule

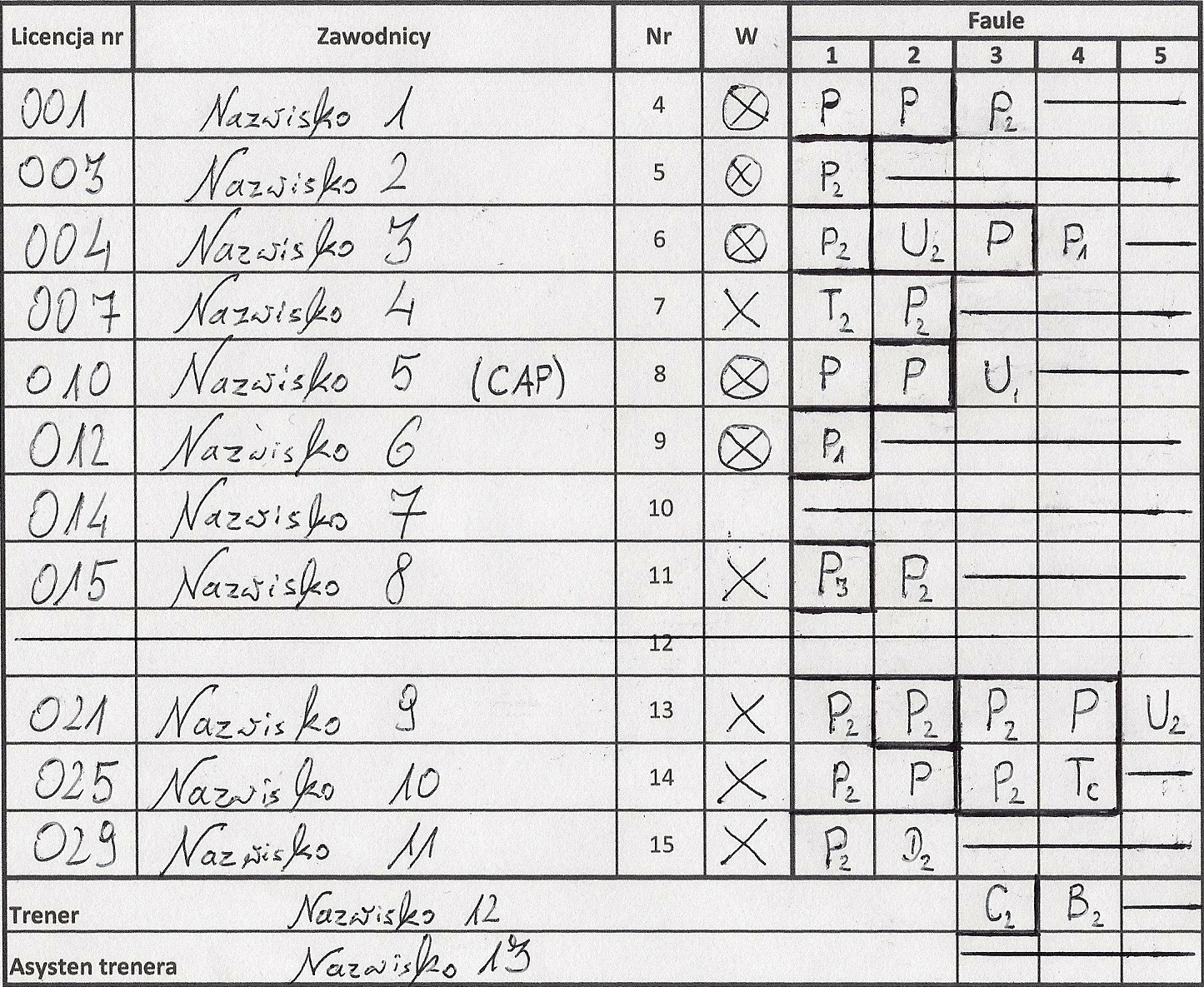
Zawodnicy wraz z faulami w przykładowym fragmencie protokołu FIBA

Wszystkie faule odnotowywane są w protokole w odpowiednim miejscu.
- P – faul osobisty[19].
- T – faul techniczny zawodnika[20].
- C – faul techniczny trenera za niesportowe zachowanie; jeśli jest to trzeci faul techniczny trenera za niesportowe zachowanie, zapisuje się go nie jako C, lecz jako D[21].
- B – faul techniczny trenera z innego powodu[22].
- U – faul niesportowy zawodnika; jeśli jest to trzeci faul niesportowy zawodnika, zapisuje się go nie jako U, lecz jako D[23].
- D – faul dyskwalifikujący[24].
- 1, 2, 3 – cyfry przy literze oznaczają liczbę rzutów wolnych wyznaczonych za dane przewinienie[25].
- c – małą literę c dopisuje się gdy zajdzie sytuacja specjalna i kary zostają wzajemnie zniesione[26].
- Sekretarz po każdej części meczu oddziela grubą linią kratki zapisane od niezapisanych. Po meczu wszystkie wolne kratki zostają przekreślone[27].
- Powyższe reguły nie mają zastosowania w wypadku faulu dyskwalifikującego dla zawodnika, trenera, asystenta, lub osoby towarzyszącej za opuszczenie strefy ławki drużyny – ta procedura jest inna (Faul za opuszczenie strefy ławki drużyny)[28].
- Za faul dyskwalifikujący zawodnika, asystenta trenera lub osoby towarzyszącej, trener otrzymuje B2[28].
- Jeśli faul popełnił zawodnik, który już popełnił 5 fauli, trenerowi zapisuje się w protokole B[29].

#### Faul za opuszczenie strefy ławki drużyny i bójkę
Opuszczenie strefy ławki drużyny i bójka (lub doprowadzenie do sytuacji prowokującej bójkę) jest karana faulem dyskwalifikującym.
- Jeśli popełnia go zawodnik, to we wszystkie wolne pola fauli wpisana zostaje litera F. Jeżeli zawodnik popełnił wcześniej 5 fauli, litera F zapisywana jest tuż za ostatnią kratką fauli danego zawodnika.
- Faule dyskwalifikujące niezwiązane z bójką, zapisywane są jako D. Jeśli wcześniej zawodnik popełnił już 5 fauli, litera D stawiana jest za ostatnią kratką fauli danego zawodnika.